# Lupanin 17-hidroksilaza (citohrom c)
Lupanin 17-hidroksilaza (citohrom c) (EC 1.17.2.2, lupaninska dehidrogenaza (citohrom c)) je enzim sa sistematskim imenom lupanin:citohrom c-oksidoreduktaza (17-hidroksilacija). Ovaj enzim katalizuje sledeću hemijsku reakciju:
lupanin + 2 fericitohrom c + 2O {\displaystyle \rightleftharpoons } 17-hidroksilupanin + 2 ferocitohrom c + 2 H+
Ovaj enzim izolovan iz Pseudomonas putida sadrži heme c. Za njegovo dejstvo je neophodan pirolohinolin hinon (PQQ).

## Literatura
- Nicholas C. Price; Lewis Stevens (1999). Fundamentals of Enzymology: The Cell and Molecular Biology of Catalytic Proteins (Third изд.). USA: Oxford University Press. ISBN 019850229X.
- Eric J. Toone (2006). Advances in Enzymology and Related Areas of Molecular Biology, Protein Evolution (Volume 75 изд.). Wiley-Interscience. ISBN 0471205036.
- Branden C; Tooze J. Introduction to Protein Structure. New York, NY: Garland Publishing. ISBN 0-8153-2305-0.
- Irwin H. Segel. Enzyme Kinetics: Behavior and Analysis of Rapid Equilibrium and Steady-State Enzyme Systems (Book 44 изд.). Wiley Classics Library. ISBN 0471303097.

## Spoljašnje veze
- Lupanine+17-hydroxylase+(cytochrome+c) на 